# Turma da Mônica
Turma da Mônica (portugiesisch für Monica und ihre Freunde) ist eine brasilianische Comic-Serie, die 1959 von Mauricio de Sousa geschaffen wurde.
Die Serie von Comicstrips handelt vom Mädchen Mônica, das ungewöhnlich stark ist. So kann sie die Jungs, die sie bedrohen, verprügeln und ihre Freunde Cebolinha, Cascão und Magali beschützen. Bald gilt sie als „Herrin der Straße“.
Die Serie begann 1959 zunächst unter dem Titel Bidu, die Figur Mônica kam 1963 dazu. Die Comicstrips wurden in 14 Sprachen übersetzt, 13 mal als Film und einmal als 85-teilige Fernsehserie umgesetzt. Außerdem erschienen drei Videospiele und 1993 wurde ein Themenpark zu Turma da Mônica in Brasilien eröffnet.
In den Jahren 1975 bis 1980 veröffentlichte der Ehapa-Verlag einige Comic-Bände auf Deutsch unter dem Titel Fratz & Freunde.
1995 veröffentlichte der Bastei-Verlag 1 Album von 3D von Turma da Monica für den Vertrieb in allen Ländern und Teilen der Welt, in denen Deutsch gesprochen wird, Das Album trägt den Titel Monica und ihre Freunde.

## Hauptfiguren
- Monica: Monica ist meistens die Hauptfigur in den Comics. Sie trägt für gewöhnlich ein rotes Kleid und hat vorstehende Zähne. Für ihr Alter ist sie ungewöhnlich stark. Ihr Lieblingsspielzeug ist ihr blauer Plüschhase Samson, den sie aber auch als Waffe verwendet.
- Cebolinha: Portugiesisch für Zwiebelchen, im Englischen heißt er Jimmy Five, was sich auf die fünf Haare auf seinem Kopf bezieht. Dieser Junge ärgert Monica gerne; besonders, indem er die Löffel ihres Plüschhasen zusammenbindet. Dennoch fürchtet er nichts mehr, als Monica, die den Hasen als Wurfgeschoss verwendet. Trotzdem sind er und Monica gute Freunde und in vielen Zukunftsversionen sind sie sogar verheiratet. Er trägt meistens ein grünes Hemd mit schwarzer Hose. Als einziger der vier Kinder trägt er Schuhe.
- Cascão: Dieser Junge ist Cebolinhas bester Freund. Er ist ziemlich schmutzig und hat sogar Angst vor Wasser. Im Englischen heißt er Smudge. Er trägt oft ein gelbes Hemd mit brauner Latzhose.
- Magali: Im Englischen heißt sie Maggy. Magali ist Monicas beste Freundin. Ihr Markenzeichen ist ihr gewaltiger Appetit. Magali isst so gut wie alles; ihr Leibgericht ist jedoch Wassermelone. Obwohl ihre Freunde sie gernhaben, misstrauen sie ihr, wenn sie etwas Essbares mit sich führen. Magali trägt meistens ein gelbes Kleid.

## Nebenfiguren
- Franjinha: Im Englischen heißt er Franklin. Er ist ein wissenschaftliches Genie, das oft sonderbare Mixturen und Apparate entwickelt, die er entweder an Monica und ihren Freunden ausprobiert, oder diese von denen zweckentfremdet werden. Er ist heimlich in Marina verliebt.
- Titi: Im Englischen heißt er Bucky. Dieser Junge hat vorstehende Zähne wie Monica; sie sind aber nicht miteinander verwandt. Titi flirtet gerne mit Mädchen, was seine Freundin Aninha (im Englischen Annie) aber sehr wütend macht.
- Dudu: Im Englischen Junior genannt, ist Magalis jüngerer Vetter. Im Gegensatz zu ihr, mag er aber fast kein Essen. Er ist sehr frühreif für sein Alter und verhält sich oft überheblich. Er hat vor Katzen Angst.
- Maria: Sie ist Cebolinhas kleine Schwester und noch ein Baby. Ihr englischer Name ist Mary Angela. Obwohl sie ihn oft stört, hat er sie sehr lieb. Wie Monica und Magali basiert Maria auf einer von de Sousas eigenen Töchtern. Kurioserweise ist die echte Maria aber älter als die anderen beiden Mädchen.
- Marina: Marina ist eine gute Freundin von Monica und zeichnet sehr gerne. Sie ist fast immer mit Zeichen- und Malutensilien unterwegs; egal, welche Tätigkeite sie gerade ausübt und wo sie sich befindet. Obwohl sie Franjinha sehr gernhat, merkt sie nicht, dass er in sie verliebt ist. Sie fürchtet sich vor Hunden. Sie basiert ebenfalls einer Tochter de Sousas, was in manchen Comics sogar deutlich gezeigt wird.
- Luca: Er ist ein Junge, der erst später in Monicas Nachbarschaft ankommt. Er sitzt im Rollstuhl und damit ist es eines der wenigen Male, dass eine körperlich eingeschränkte Figur in einem Comic eingeführt wird, der ausschließlich an Kinder gerichtet ist. Trotz seiner Einschränkung ist Luca sehr sportlich. Monica schwärmt manchmal für ihn.
- Dorinha: Sie heißt im Englischen Doreen. Sie ist eine gute Freundin Monicas und ihrer anderen Freunde. Sie ist blind und trägt eine dunkle Brille. Obwohl sie mit einem Blindenstock herumgeht, kommt sie sehr gut mit ihrem Umfeld zurecht.
- Bidu: Er ist ein blauer Hund und lebt bei Franjinha. Sein englischer Name ist Blu. Anfangs war er die Hauptfigur des Comics, bis er von Monica und ihren Freunden verdrängt wurde. Dennoch tritt er ab und zu noch in Erscheinung. Während er sich vor Menschen durch Belllaute äußert, kommuniziert er mit anderen Tieren in normaler Sprache.
- Mingau: Im Englischen heißt er Vanilla. Er ist Magalis Kater, obwohl ihr Vater eine Allergie gegen ihn hat. Mingau agiert oft als Magalis Beschützer und liebt es, von ihr verwöhnt zu werden.
- Nena: Sie heißt im Englischen Nina und ist Magalis Großtante. Sie kann gut kochen und backen und kommt sehr gut mit der Gefräßigkeit ihrer Großnichte zurecht. Auf den ersten Blick scheint sie eine nette, alte Dame zu sein, was sie auch tatsächlich ist. Überdies ist sie aber auch eine Hexe, was anfangs nicht mal Magali weiß.
- Anjinho: Bei ihm handelt es sich um einen jungen Engel, der oft zu Hilfe kommt, wenn jemand in Gefahr ist. Dabei hat er bei Monica und ihren Freunden oft alle Hände voll zu tun. Manchmal gerät er auch mit Teufeln aneinander, die hier aber eher ungezogen als wirklich böse sind.
- Chico Bento: Dieser Junge (auf Englisch: Chuck Billy) lebt außerhalb der Stadt auf einer Farm. Chico trägt meistens einen Strohhut, ein gelbes Hemd, eine karierte Hose und geht barfuß. Obwohl er sehr schlau sein kann, ist er kein guter Schüler. Er ist in seine Mitschülerin Rosinha (auf Englisch: Rosie Lee) verliebt. Sein in der Stadt lebender Vetter Zeca (meist nur Primo genannt) wundert sich oft über Chicos ländliches Verhalten.
- Tina: Sie ist Studentin und hat eher selten mit Monica und ihren Freunden zu tun. Im Laufe der Jahre hat sie eine besondere Veränderung durchlebt. Sah sie anfangs noch eher nerdig aus, ist sie inzwischen zu einer wahren Schönheit gezeichnet worden.
- Penadinho: Dieser kleine Geist (im Englischen Bug-a-Booo) war ursprünglich ein Freund und Mitwirkender von Cebolinha, bis er seine eigene Comicserie erhielt. Er erschreckt gerne Leute, ist aber nicht böse. Zusammen mit seinen Freunden Dona Morte (engl.: Lady MacDeath), Zé Vampir (engl.: Vic Vampire), Muminho (Moe the Mummy), Frank, Lobi (engl.: Wolfgang), Cranicola (engl.: Skully) und seiner Freundin Alminha (engl.: Sally Soul) bewohnt er einen Friedhof.
- Pitheco: Er ist ein Höhlenmensch und verbringt seine Zeit meistens damit, etwas zu essen aufzutreiben. Ab und zu versucht er auch, das Steinzeitleben etwas fortschrittlicher zu gestalten, womit er aber nur selten Erfolg hat. Dabei muss er oft den Annäherungsversuchen seiner Bekannten Thuga (engl.: Tooga) entgehen.

## TV-Serie
Turma da Mônica ist eine brasilianische Zeichentrickserie von Maurício de Sousa, die auf der gleichnamigen Comicserie basiert. Mit Episoden, die seit 1976 ausgestrahlt werden, kann sie als die längste Produktion dieses Segments im Land angesehen werden. Seine Episoden wurden bereits auf verschiedenen Wegen verbreitet, zunächst im Fernsehen, durch den Verkauf von Super-8-Filmen, Kino, Heimvideos – auf VHS und DVD – und derzeit auch auf Streaming-Plattformen. Historisch gesehen ist TV Globo die Sendephase des brasilianischen Fernsehens, von 1976 bis 1987, von 1999 bis 2001 und von 2010 bis 2014. 2012 bis 2015, 2017 bis 2018. Im Jahr 2021 wird die Streaming-Plattform HBO Max die letzte Staffel der Serie gleichzeitig mit Cartoon Network verfügbar machen.